# Jocs Mundials de Policies i Bombers
Els Jocs Mundials de Policies i Bombers (nom oficial, World Police and Fire Games, WPFG) són una competició multiesportiva biennal oberta a la participació de membres de cossos de seguretat i bombers, en actiu o retirats, d'arreu del món.
És organitzada per la World Police and Fire Games Federation, una organització depenent de la California Police Athletic Federation estatunidenca. Es disputa cada dos anys i ofereix una seixantena d'esports i al voltant de 80 disciplines esportives, entre elles pesca, lluita o tir amb pistola. Els Jocs tenen una participació al voltant dels 10.000 membres.

## Història
L'any 1967 es disputà la primera edició dels California Police Olympics a la ciutat de San Diego, Califòrnia. L'èxit aconseguit per aquesta competició portà a tirar endavant una competició similar a nivell mundial. D'aquesta manera, l'any 1983 es decidí crear els Jocs Mundials de Policies i Bombers que visqué la seva primera edició dos anys més tard a San Jose, Califòrnia.
El 2003 es van celebrar a Barcelona els X WP&FG, del 27 de juliol al 3 d'agost, amb 10.582 participants de 54 països. La cerimònia d'inauguració va ser a l'estadi olímpic de Montjuïc, i la de cloenda a la Font Màgica de Montjuïc i l'avinguda Maria Cristina, amb una gran mascletà i la cremà de la falla del Drac, la mascota dels Jocs.
El bomber de Barcelona Víctor Dobaño va ser campió mundial absolut de l''Stair Race' (pujada d'escales) el 2003, a Barcelona, i va guanyar 3 medalles d'or el 2019 a Chendu.
El 2011, el bomber català David Galvany, de Montornès del Vallès, va guanyar la medalla d'or en pujar 37 plantes carregat amb l'equipatge, rebaixant el temps a 3 minuts i 59 segons. El cos català que també la va guanyar per parelles.
El 2017 s'havien de celebrar a Mont-real, Canadà, però el març de 2016, la ciutat va decidir no acollir els Jocs a causa d'una crida de boicot de l'Associació de Bombers de Mont-real, amb el suport de molts dels sindicats de bombers nord-americans. L'alcalde de Mont-real va proposar al seu homòleg de Toronto que es fes càrrec de l'organització del concurs, però finalment es van celebrar a Los Angeles, Estats Units.

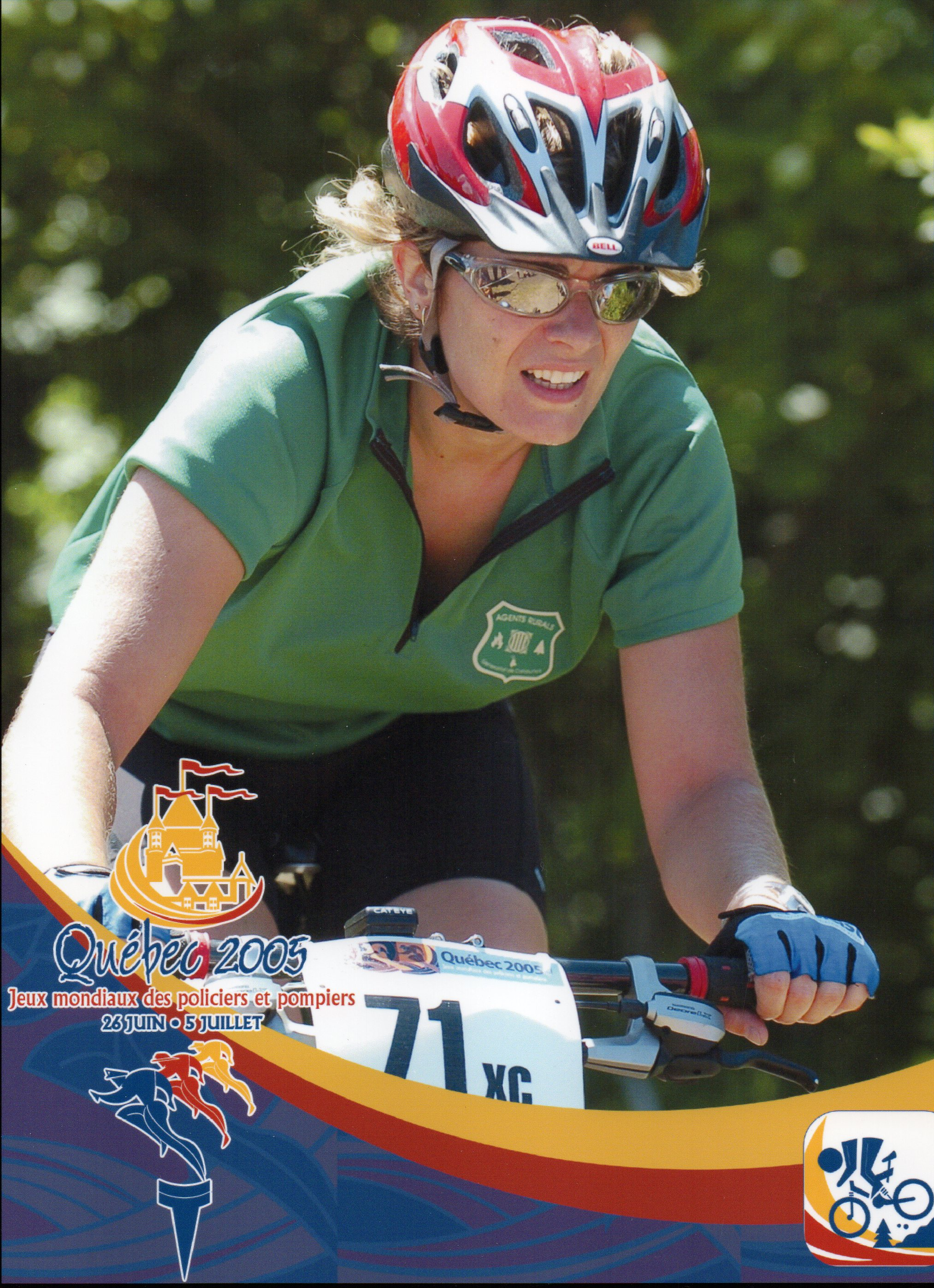
Membre dels Agents Rurals de la Generalitat de Catalunya participant als WPFG a Quebec el 2005

## Edicions disputades
| Edició | Any  | Ciutat                | País            | Resultats |
| ------ | ---- | --------------------- | --------------- | --------- |
| 1      | 1985 | San José, Califòrnia  | Estats Units    | [ 8 ]     |
| 2      | 1987 | San Diego, Califòrnia | Estats Units    | [ 9 ]     |
| 3      | 1989 | Vancouver             | Canadà          | [ 10 ]    |
| 4      | 1991 | Memphis, Tennessee    | Estats Units    | [ 11 ]    |
| 5      | 1993 | Colorado Springs      | Estats Units    | [ 12 ]    |
| 6      | 1995 | Melbourne             | Austràlia       | [ 13 ]    |
| 7      | 1997 | Calgary               | Canadà          | [ 14 ]    |
| 8      | 1999 | Estocolm              | Suècia          | [ 15 ]    |
| 9      | 2001 | Indianapolis          | Estats Units    | [ 16 ]    |
| 10     | 2003 | Barcelona             | Catalunya       | [ 17 ]    |
| 11     | 2005 | Québec City           | Canadà          | [ 18 ]    |
| 12     | 2007 | Adelaida (Austràlia)  | Austràlia       | [ 19 ]    |
| 13     | 2009 | Burnaby               | Canadà          | [ 20 ]    |
| 14     | 2011 | Nova York             | Estats Units    | [ 21 ]    |
| 15     | 2013 | Belfast               | Regne Unit      | [ 22 ]    |
| 16     | 2015 | comtat de Fairfax     | Estats Units    | [ 23 ]    |
| 17     | 2017 | Los Angeles           | Estats Units    | [ 24 ]    |
| 18     | 2019 | Chengdu               | R.P. de la Xina | [ 25 ]    |
| 19     | 2021 | Rotterdam             | Països Baixos   | [ 26 ]    |
| 20     | 2023 | Winnipeg              | Canadà          | -         |
| 21     | 2025 | Birmingham            | Estats Units    | -         |
| 22     | 2027 | Perth                 | Austràlia       | -         |